# ثقافة فورت والتون

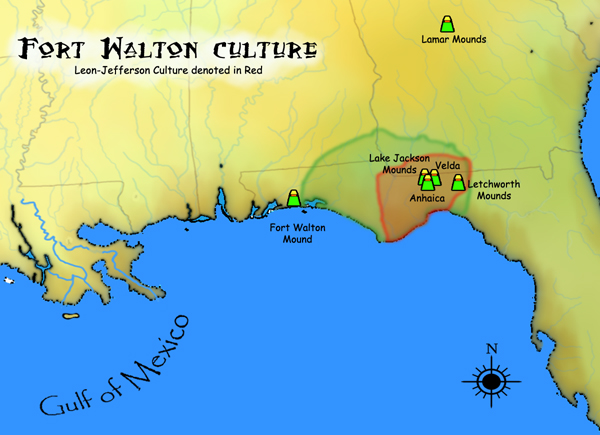
الانتشار الجغرافي لثقافة فورت والتون

ثقافة فورت والتون هي المصطلح الذي يستخدمه علماء الآثار في ثقافة أثرية أمريكية أصلية تعود إلى ما قبل التاريخ، ازدهرت في جنوب شرق أمريكا الشمالية من حوالي 1200 إلى 1500 ميلادية وترتبط بشعب أبالاتشي التاريخي.

## أصل وتعريف المصطلح
تم تسمية ثقافة فورت والتون من قبل عالم الآثار غوردون ويلي لموقع فورت والتون موند الأثري بالقرب من شاطئ فورت والتون في فلوريدا ، بناءً على عمله في الموقع. من خلال المزيد من العمل في عالم الآثار، علماء الآثار يعتقدون بأن تأسيس موقع والتون كان من قبل شعوب ثقافة بينساكولا المعاصرة لهم. تستخدم ثقافة والتون في الغالب الرمل أو الحبيبات أو الأكلام أو توليفات من هذه المواد كعوامل هدأ في صناعة الفخار، في حين أن ثقافة بينساكولا استخدمت تقاليد حضارة المسيسيبي الأكثر تقليدية في صناعة الفخار. باستخدام هذا المزيج، يتم تعريف ثقافة فورت والتون الآن في المنطقة الجغرافية الممتدة من نهر أوكيلا في الشرق إلى منطقة بينساكولا - فورت والتون الانتقالية حول خليج تشوكتوهاتشي في الغرب والشمال إلى داخل جنوب ألاباما وجورجيا ، على بعد 107 أميال (172 كم) فوق نهر أبالاتشيكولا و 50 ميلًا (80 كم) فوق نهر تشاتاهوتشي.

## نبذة تاريخية

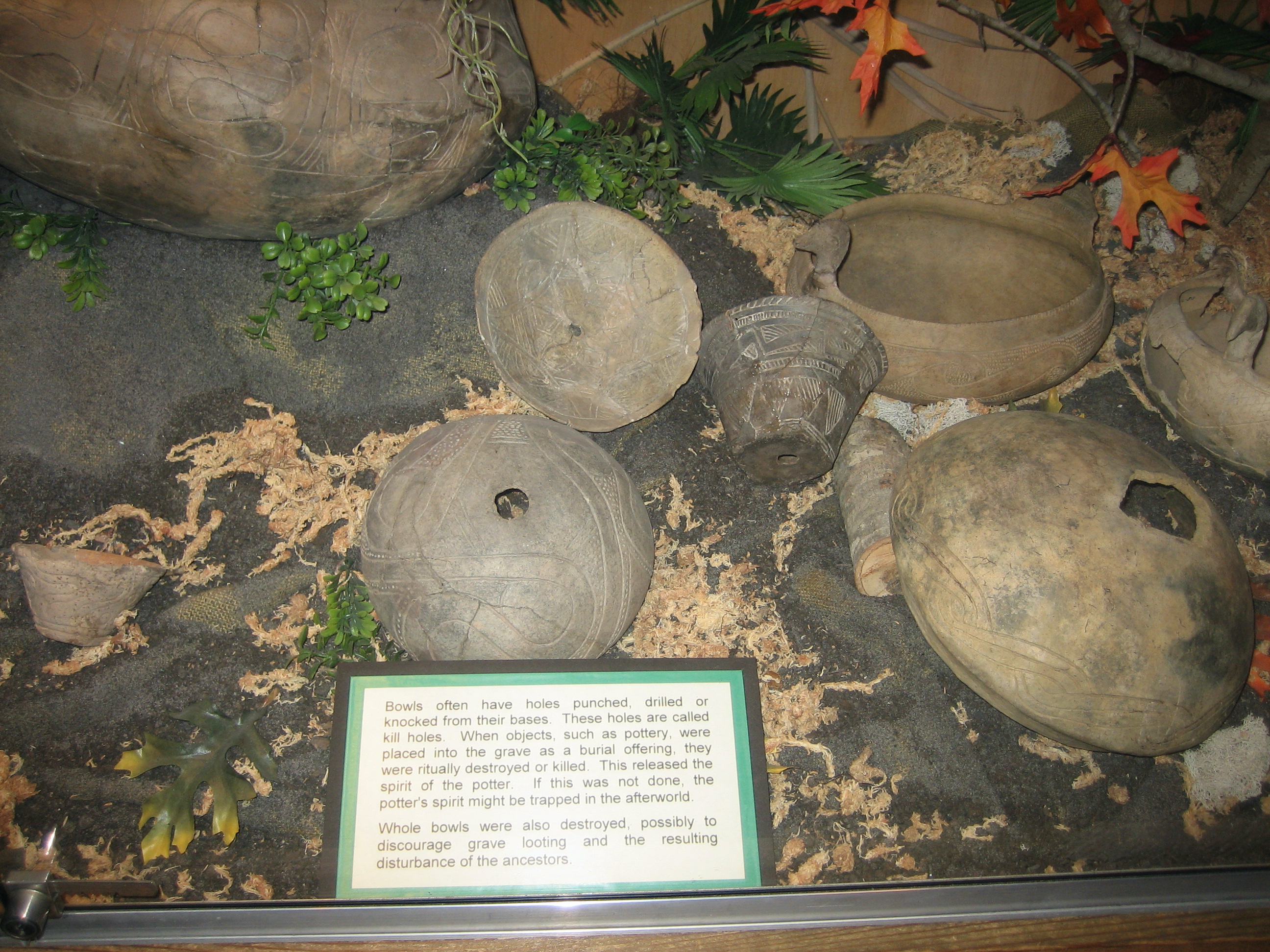
فخاريات حضارة المسيسيبي من موقع فورت والتون

حوالي ما بين سنة 1000 إلى 1200 ميلادية بدأ شعوب جزيرة ويدن المحليين في تبني زراعة الذرة، وبناء تلال المنصات للأغراض الاحتفالية والسياسية والدينية وصناعة مجموعة متنوعة جديدة من السيراميك، والتغيرات التي من المحتمل أن تتأثر بالتواصل مع المراكز الثقافية الرئيسية في ولاية ميسيسيبي إلى الشمال والغرب. اعتقد علماء الآثار الأوائل أن ثقافة فورت والتون تمثلت اقتحام شعوب من المكسيك أو ثقافات المسيسيبيين من الشمال الغربي لتحل محل الشعوب الأصلية في جزيرة ويدن، ولكن بحلول أواخر سبعينيات القرن الماضي، ضعفت هذه النظرية عموماً.
تتشابه مواقع فورت والتون في العموم مع المواقع الثقافية الأخرى في ولاية ميسيسيبي الأخرى، باستثناء المواقع الموجودة في منطقة تالاهاسي هيلز والتي بسبب الجغرافيا المحلية تقع حول البحيرات والمستنقعات بدلاً من الأنهار. تشمل أنواع المستوطنات المنازل العائلية الفردية وقرى عائلية متعددة ومراكز تل واحد صغيرة، ومراكز كبيرة متعددة
الهرمية
مستوطنة
أنماط - رسم
يشير نمط الإستيطان والرسوم إلى أن المنطقة قد كانت تضم واحدة من أكبر المشيخات العظمى.
وفي نهايات عصر فورت والتون، ازداد الاتصال مع شعوب من وسط جورجيا فشهد ذلك العصر تغييرا آخر في أنماط زخرفة وتصنيع الفخار. و تعرف هذه المرحلة الجديدة بثقافة ليون جيفرسون. وشهدت هذه الفترة انهيار القبائل حيث انخفض عدد السكان الأصليين بعد الاتصال مع المستكشفين والمستعمرين الأوروبيين، مثل رحلة إرناندو دي سوتو في عام 1539. تعد شعوب فورت والتون ولاحقًا شعوب ليون جيفرسون هي الأسلاف المباشرة لشعوب أبالاتشي.

## المواقع الأثرية
يعد موقع تلال بحيرة جاكسون في مقاطعة ليون هو أكبر مركز احتفالي معروف لثقافة فورت والتون، على الرغم من وجود ثمانية مواقع احتفالية أخرى معروفة في مقاطعة أبالاتشي. تم احتلالها من قبل فورت والتون بالكامل، لكنها غادرتها في حوالي سنة 1500 ميلادية عندما تم نقل عاصمة المشيخة إلى أنهايكا القريبة عندما دخلها دي سوتو في شتاء عام 1539.

## وصلات خارجية
- Woodville Karst Plain Project
- Gabrielle Shahramfar (2008). Determining Fort Walton burial patterns and their relationship within the greater Mississippian world (Thesis). University of South Florida. مؤرشف من الأصل في 2019-12-15.